# Brotulotaenia nigra
Brotulotaenia nigra är en fiskart som beskrevs av Parr, 1933. Brotulotaenia nigra ingår i släktet Brotulotaenia och familjen Ophidiidae. Inga underarter finns listade.